# Karl Lange
Karl Fredrik Lange, född den 12 maj 1863 i Alva församling, Gotlands län, död den 27 juli 1950 i Stockholm, var en svensk läkare. Han var bror till Wilhelm Lange.
Lange blev student vid Uppsala universitet 1880 samt avlade medicine kandidatexamen där 1886 och medicine licentiatexamen vid Karolinska institutet i Stockholm 1891. Han var amanuens och underkirurg vid Serafimerlasarettet i Stockholm 1891–1893; tillförordnad lasarettsläkare i Jönköping 1893, i Oskarshamn 1893–1894 och i Västervik 1894–1897  samt ordinarie lasarettsläkare i Visby 1898–1905 och i Örebro 1905–1928. Lange blev riddare av Nordstjärneorden 1916. Han är gravsatt vid Norra krematoriet på Norra begravningsplatsen utanför Stockholm.